# Arabori Kenji
Kenji Arabori (荒堀 謙次, sinh ngày 31 tháng 7 năm 1988) là một cầu thủ bóng đá người Nhật Bản.

## Thống kê câu lạc bộ
Cập nhật đến ngày 23 tháng 2 năm 2018.
| Thành tích câu lạc bộ | Thành tích câu lạc bộ | Thành tích câu lạc bộ | Giải vô địch | Giải vô địch | Cúp                   | Cúp                   | Cúp Liên đoàn | Cúp Liên đoàn | Tổng cộng | Tổng cộng |
| Mùa giải              | Câu lạc bộ            | Giải vô địch          | Số trận      | Bàn thắng    | Số trận               | Bàn thắng             | Số trận       | Bàn thắng     | Số trận   | Bàn thắng |
| Nhật Bản              | Nhật Bản              | Nhật Bản              | Giải vô địch | Giải vô địch | Cúp Hoàng đế Nhật Bản | Cúp Hoàng đế Nhật Bản | J. League Cup | J. League Cup | Tổng cộng | Tổng cộng |
| --------------------- | --------------------- | --------------------- | ------------ | ------------ | --------------------- | --------------------- | ------------- | ------------- | --------- | --------- |
| 2011                  | Yokohama FC           | J2 League             | 30           | 3            | 1                     | 0                     | -             | -             | 31        | 3         |
| 2012                  | Tochigi SC            | J2 League             | 17           | 0            | 0                     | 0                     | -             | -             | 17        | 0         |
| 2013                  | Shonan Bellmare       | J1 League             | 2            | 0            | 1                     | 0                     | 4             | 0             | 7         | 0         |
| 2014                  | Shonan Bellmare       | J2 League             | 1            | 0            | 1                     | 0                     | -             | -             | 2         | 0         |
| 2014                  | Tochigi SC            | J2 League             | 15           | 3            | -                     | -                     | -             | -             | 15        | 3         |
| 2015                  | Tochigi SC            | J2 League             | 38           | 3            | 0                     | 0                     | -             | -             | 38        | 3         |
| 2016                  | Montedio Yamagata     | J2 League             | 10           | 0            | 1                     | 0                     | -             | -             | 11        | 0         |
| 2017                  | Montedio Yamagata     | J2 League             | 16           | 0            | 1                     | 0                     | -             | -             | 17        | 0         |
| Tổng                  | Tổng                  | Tổng                  | 129          | 9            | 5                     | 0                     | 4             | 0             | 138       | 9         |